# Оне сир Одон
Оне сир Одон (фр. Aunay-sur-Odon) насеље је и општина у северној Француској у региону Доња Нормандија, у департману Калвадос која припада префектури Вир.
По подацима из 2011. године у општини је живело 3158 становника, а густина насељености је износила 247,88 становника/km². Општина се простире на површини од 12,74 km². Налази се на средњој надморској висини од 123 метара (максималној 307 m, а минималној 98 m).

## Демографија
| 1962. | 1968. | 1975. | 1982. | 1990. | 1999. | 2011. |
| ----- | ----- | ----- | ----- | ----- | ----- | ----- |
| 3.080 | 3.117 | 2.905 | 3.035 | 2.878 | 2.902 | 3.158 |

График промене броја становника у току последњих година